# Filtr z AFP

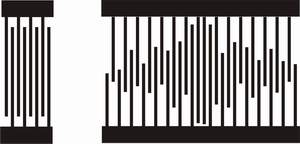
Filtr z AFP

Filtr z akustyczną falą powierzchniową (filtr z AFP) – układ przynajmniej dwóch przetworników międzypalczastych umieszczonych w torze propagacji AFP, z których jeden (nazywany przetwornikiem wejściowym) przekształca sygnał elektryczny na akustyczną falę powierzchniową (AFP), zaś drugi (zwany przetwornikiem wyjściowym) z powrotem AFP na sygnał elektryczny. Często jeden z przetworników jest szerokopasmowy i posiada stałą aperturę, drugi zaś jest wąskopasmowy o zmiennej aperturze i decyduje zarówno o paśmie jak i kształcie charakterystyki całego filtru. Filtry z AFP mogą być wyłącznie środkowoprzepustowe bądź środkowozaporowe (tzw. filtry notch) i cechują się wysoką precyzją charakterystyk, dużą niezawodnością i trwałością, miniaturowymi rozmiarami i prostotą technologii. Mogą one pracować na częstotliwościach z zakresu kilkudziesięciu MHz do kilkunastu GHz.